# Giulia Tofana
Giulia Tofana est une empoisonneuse italienne, née à Palerme et morte à Rome vers 1651. Elle est connue comme l'inventrice du poison l'Aqua Tofana, employé dans diverses affaires criminelles du XVIIe siècle.

## Biographie

### Origines et parentèles supposées
Giulia Tofana ou Giulia Mangiardi serait originaire de Palerme et aurait immigré à Rome au début du XVIIe siècle. Selon Maria Spinola (en), inculpée dans un procès romain pour empoisonnement (1659), Giulia Tofana serait arrivée à Rome au cours de l'année 1627. Elle aurait fui Palerme accompagnée de sa filleule, après la mort par empoisonnement d'un riche gentilhomme génois, Ippolito Larcari. Le commanditaire de l'empoisonnement, un certain Spadafora, aurait utilisé un poison préparé par Giulia Tofana.
Elle est la fille présumée de Teofania di Adamo (en) (ou Thofania d'Adamo), accusée d'avoir assassiné son mari Francesco et exécutée à Palerme le 12 juillet 1633. Cette parentèle serait à l'origine de son patronyme Tofana", contraction de Teofania.
Dans un procès pour empoisonnement datant de 1659, elle est présentée comme la marraine d'une des principales protagonistes, Gironima Spana, également sicilienne à qui elle aurait enseigné la recette de l'acqua tofana. D'autres sources et témoignages présentent la Spana comme sa fille, même si cette hypothèse n'est pas celle retenue par les historiens.

### Activités supposées
Si l'existence de Giulia Tofana est attestée par des sources historiques, de nombreuses spéculations entourent sa vie et les conditions de sa mort. Les activités et les motivations de Giulia Tofana ont également fait l'objet de reconstructions contemporaines parfois fantaisistes. 
L'appellation même du poison, qui reprend le nom de Giulia Tofana, ainsi que les témoignages rassemblés lors du retentissant procès pour empoisonnement survenu à Rome en 1659, ont conduit à lui attribuer la création de l'acqua tofana. Cependant, d'autres sources du XIXe siècle, notamment les écrits de Salomene-Marino, soulèvent l'hypothèse que Teofania di Adamo serait l'inventrice initiale du poison et que Giulia Tofana aurait pris sa suite et amplifiée le commerce illégal du poison. 

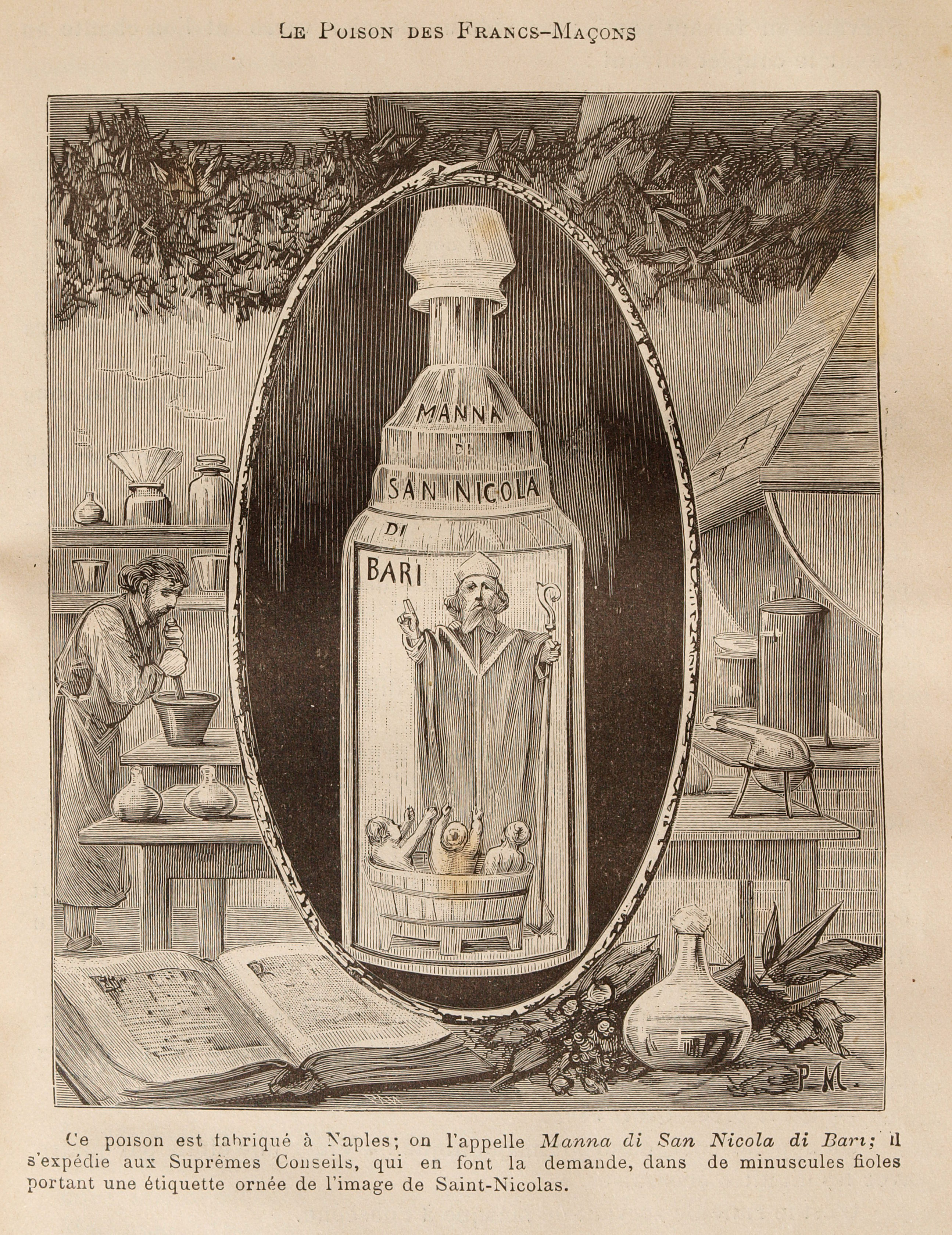
gravure représentant la Manna di San Nicola, autre nom de l'acqua tofana

L'acqua tofana serait un poison de préparation domestique relativement facile à réaliser, à base d'arsenic et de plomb. Une variante de la recette contiendrait de l'antimoine. Le liquide serait transparent, inodore et sans saveur, ce qui faciliterait son usage. Son administration graduelle permettait d'éviter les soupçons, en donnant l'apparence d'une mort naturelle due à une maladie commune,,.
Auparavant, l'acqua tofana est mentionnée dans plusieurs sources historiques, notamment des chroniques napolitaines à partir des années 1640. À Rome, le poison porte également le nom de Manna di San Nicola (Manne de Saint Nicolas). Les femmes impliquées dans la fabrication et le commerce de l'acqua tofana utilisaient les flacons de cette huile réputée pour ses pouvoirs thaumaturgiques, afin d'assurer un conditionnement discret du poison. Le jus de citron est l'unique antidote mentionné dans les témoignages issus du procès des empoisonneuses de 1659.

### Décès
Selon plusieurs études historiques, Giulia Tofana serait morte en 1651,,. Elle est décédée depuis 8 ans lorsque éclate l'affaire des empoisonneuses romaines de 1659. Elle ne meurt donc pas exécutée à Rome en 1659 comme d'autres sources l'affirment. Son sort est souvent confondu avec celui réservé à Girolama Spana.

## Le procès des empoisonneuses de 1659
Une des sources historiques mentionnant l'existence et les activités de Giulia Tofana est un procès romain datant de 1659. Il est conservé aux archives de Rome dans le dossier : Archivio di Stato di Roma (ASR), Tribunale criminale del Governatore, Processi, sec. XVII, b. 530,.

### Contexte de l'affaire
En janvier 1659, est découvert à Rome un réseau de femmes ayant produit, vendu et administré une eau empoisonnée appelée acqua tofana. La majorité des clientes du réseau souhaitaient, selon l'accusation, supprimer leurs maris. Le cardinal Pallavicino, contemporain des faits, parle d'« une sourde boucherie de maris », expression passée à la postérité. Le réseau d'empoisonneuses serait en activité depuis au moins cinq ans lorsque les principales protagonistes sont arrêtées. Les activités du réseau se seraient intensifiées au cours de la période de peste débutée à Rome en 1656.

### Personnes inculpées
Une vingtaine de femmes sont mentionnées dans le procès, entre témoins et accusées. Afin d'identifier la source du poison, l'attention de la Justice s'oriente en particulier vers celles qui ont produit et fait commerce du poison : 
Girolama Spana (ou Gironima Spana ou Spara) (vers 1615-1659) est l'une des principales suspectes. Elle est palermitaine et surnommée l' astrologa della Lungara en raison de ses activités d'astrologue et de voyance. Veuve, elle serait la filleule de Giulia Tofana. Elle est présentée dans le procès et la plupart des sources relatant l'affaire, comme la meneuse du groupe, celle ayant les contacts les plus haut-placés parmi l'élite romaine. Inculpée pour fabrication et commerce de poison, elle est la seule qui ne confessera pas ses crimes.
Giovanna de Grandis (en) est une veuve originaire de Rome, issue du milieu des artisans, en difficulté économique. Plus limitée dans sa connaissance des poisons, elle est présentée dans le procès comme fabricante et fournisseuse du poison auprès des clients issus des classes sociales les plus populaires. Elle est prise en flagrant délit de vente et confesse ses crimes. Elle est entendue dans le procès en qualité d'accusée mais aussi de témoin.
Maria Spinola ou Maria Palermitana ou Siciliana (vers 1600-1659) est une veuve palermitaine, ayant quitté la Sicile en même temps de Giulia Tofana. Elle est accusée de fabrication et de commerce de poison, elle confesse les faits.
Graziosa Farina est d'origine romaine. Elle est accusée de vente de poison et de l'empoisonnement de son mari.
Laura Crispolti (en) (ou Crispoldi) est également romaine, elle confesse le commerce de poisons. Elle est par ailleurs accusée de l'empoisonnement de son mari.
Cecilia Verzelleni, elle aussi veuve, est inculpée pour l'empoisonnement de son gendre. Elle parvient à s'échapper puis est capturée à Naples.
Francesca Lorenzi, Elena Contarini, Elena Ferri, Teresa Verzellini et Anna Maria Conti sont accusées de l'empoisonnement de leurs maris. Trois autres femmes, dont deux accusées d'avoir attenté à la vie de leurs époux, obtiennent l'immunité en échange de témoignages détaillés sur les fournisseurs du poison, notamment contre Girolama Spana.

### Victimes recensées et supposées
Le procès dénombre une dizaine de victimes présumées, d'autres cas supposés d'empoisonnement, en raison de la mort des potentielles coupables ou pour des raisons politiques, n'ont pas fait l'objet d'investigations approfondies.
Le retentissement de l'affaire, la crainte que suscitent les affaires d'empoisonnement font que diverses sources, en particulier narratives et postérieures aux faits, ont gonflé les chiffres des victimes. L'abbé Ruggero Gaetani écrivant au XVIIe siècle sur la peste de Rome affirme qu' « au sein des 28 000 morts (de l'épidémie) il est d'opinion que plus de 7000 moururent pour avoir ingéré cette eau [...] ». L'historienne Simona Feci invite à la prudence quant à la véracité de cette information.
Le duc Francesco Maria Cesi est un temps désigné comme l'une des victimes notables de l'acqua tofana. Décédé en juin 1657, les rumeurs et le témoignage de Giovanna De Grandis durant son procès désignent sa jeune épouse, Anna Maria Caterina Aldobrandini (en) (1630-1703), duchesse de Cesi, comme l'instigatrice de son empoisonnement. Selon Alessandro Ademollo, l'intervention du pape Alexandre VIII aurait mis fin aux investigations, la duchesse de Cesi n'est plus mentionnée dans la suite du procès et ne sera pas inquiétée par la Justice.

### Les condamnations

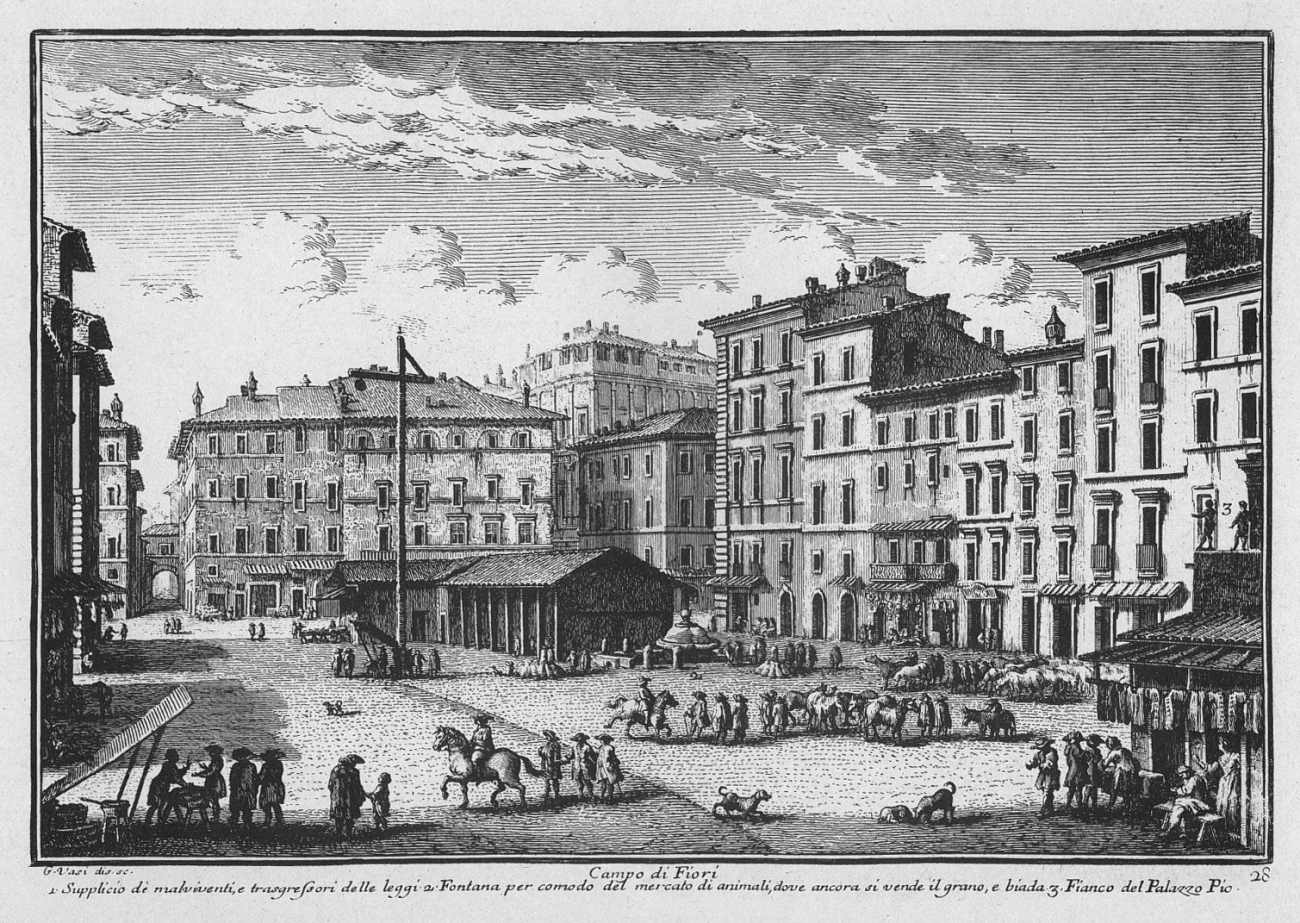
Place Campo de' Fiori, lieu d'exécution de l'affaire des empoisonneuses

Cinq accusées : Girolama Spana, Giovanna de Grandis, Maria Spinola, Graziosa Farina et Laura Crispolti furent pendues le 5 juillet à Rome au Campo de' Fiori. Selon le cardinal Pallavicino, ce lieu d'exécution fut choisi afin de permettre au peuple romain d'assister en nombre à l'exécution, mais aussi pour souligner la gravité des crimes commis. Cecilia Verzelleni, inculpée pour avoir participé à l'empoisonnement de son gendre, en fuite, est capturée à Naples et extradée. Elle est exécutée, le 1er mars 1660 au Campo de' Fiori à Rome.
D'autres inculpées sont condamnées à l'exil de Rome ou des États pontificaux ou à la détention domestique. Anna Maria de Conti quant à elle obtient l'immunité, elle est condamnée à de la détention à domicile.

## Dans la culture populaire

### Littérature

#### La Grande empoisonneusede Henry de Kock (1872)
Dans ce roman feuilleton, Henry De Kock s'inspire librement de la figure criminelle de Giulia Tofana pour son personnage principale : Elena Tofana. Cette dernière est présentée comme une empoisonneuse sicilienne qui depuis son enfance « faisait métier de tuer ». Dans la deuxième partie du roman, Elena Tofana rencontre ainsi Catherine de Médicis, une autre figure historique fréquemment associée à l'empoisonnement. Ce roman-feuilleton, mêlant personnages historiques et fiction illustre l’intérêt du XIXᵉ siècle pour les figures féminines criminelles, tout en prenant de grandes libertés avec les faits historiques.

#### Le maître et MargueritedeMikhaïl Boulgakov(1928-1940)
Le personnage de Madame Tofana apparait dans le chapitre 23. Le Grand Bal chez Satan. Au cours d'une réception, Marguerite est chargée par le diable d'accueillir les grandes figures criminelles de l'Histoire, en provenance des Enfers. Parmi les invités, plusieurs figures féminines notoires sont présentes, notamment des empoisonneuses célèbres. Le personnage de Mme Tofana est décrite ainsi : « [...] Margherite vit venir à elle en boitant, la jambe gauche prise dans une curieuse botte de bois, une dame maigre et timide, aux yeux baissés à la manière des religieuses et qui portait, sans raison apparente, un large bandeau vert autour du cou ». Elle est présentée ainsi par le personnage de Koroviev : « [...] Elle fut extrêmement populaire parmi les jeunes et charmantes Napolitaines, ainsi que parmi les habitants de Palerme, en particulier auprès de celles qui étaient fatiguées de leur mari [...] ». Koroviev poursuit : « [...] lorsque les geôliers apprirent que près de cinq cent maris, objets d'un choix malencontreux, avaient quitté Naples et Palerme pour toujours, ils ne firent ni une ni deux, -ils étranglèrent Mme Tofana dans son cachot. [...] ». Au cours du bal Marguerite rencontre également une autre empoisonneuse célèbre : la marquise de Brinvilliers ou encore Messaline.

#### A Poisoner's Talede Cathryn Kemp (2024)
L'empoisonneuse de Palerme (en version française) est un thriller historique librement inspiré de la vie de Giulia Tofana. L'autrice propose une relecture féministe et romancée de sa vie, elle explore les thèmes de la vengeance, de l'émancipation féminine et des limites imposées aux femmes dans une société patriarcale.

### Légendes et mythes associés

#### Légende autour de la mort de Mozart
Une théorie, aujourd’hui réfutée, prétend que Wolfgang Amadeus Mozart aurait été empoisonné avec l’acqua tofana. Cette légende remonte au XIXᵉ siècle et n’est soutenue par aucune preuve historique.

#### Notoriété sur les réseaux sociaux
Le personnage de Giulia Tofana fait l'objet de diverses vidéos sur les réseaux sociaux, proposant une réinterprétation de ses activités et motivations. Elle est souvent présentée comme une empoisonneuse ayant libéré de nombreuses femmes de mariages violents. Ces vidéos reprennent et alimentent la thèse, non vérifiée historiquement, que son commerce aurait provoqué le décès de plus de 600 hommes. Depuis les années 2020, la figure de Giulia Tofana et son poison, l’acqua tofana, ont également fait l'objet d'une réappropriation sur les réseaux sociaux américains, notamment via le mouvement MATGA (Make Aqua Tofana Great Again), en réponse au slogan trumpiste MAGA (Make America Great Again),. Ce phénomène, apparu sur des plateformes comme TikTok et Instagram, utilise l’acqua tofana comme symbole de protestation et de « riposte féminine en ligne » face au recul historique des droits des femmes aux États-Unis, notamment en ce qui concerne le droit à l'avortement. Les internautes, majoritairement des femmes, se mettent en scène dans des vidéos satiriques où elles simulent l’usage d’un poison, l'aqua tofana, pour dénoncer les abus patriarcaux,. Ce mouvement a suscité des réactions variées : si certains y voient une forme d’humour noir et une critique sociale, d’autres ont dénoncé une glorification potentielle de la criminalité. Les vidéos associées à MATGA ont particulièrement gagné en visibilité après la réélection de Donald Trump en 2024.

#### Articles
- (en) Mike Dash, « Chapter 6. Aqua Tofana », dans Philip Wexler, Toxicology in the Middle Ages and Renaissance, London, Elsevier Academic Press, 2017 (ISBN 978-0-12-809554-6), p. 63-69
- traduction de l'article de Mike Dash, « Le plus meurtrier des poisons, épisode 1 : L’empoisonneuse de Palerme », sur Ulyces
- (it) Simona Feci, « Trame di donne all'indomani della peste romana del 1656. La vicenda dell'"acqua tofana" », MEFRIM, vol. 132/1,‎ 2020, p. 59-71
- (it) Simona Feci, « Violenze e venefici. Narrazioni dell'acqua Tofana (Roma, sec XVII) », dans Francesca Ferrando, Maria Cristina La Rocca, Giulia Morosini (dir), Storie di violenze. Genere pratiche ed emozioni tra Medioevo ed età contemporanea, Canterano, Aracne editrice, 2020, p. 218 (ISBN 9788825538793), p. 25-44

#### Chapitres
- (it) Pietro Sforza Pallavicino, « capitolo XVI », dans Pietro Sforza Pallavicino, Vita di Alessandro VII, sommo pontefice : Libri cinque, Milano, per Giovanni Silvestri, 1845, 768 p. (lire en ligne), p. 352-356
- (it) « la "grande stagione" del veleno : l'acqua tofana », dans Rosario La Duca, I veleni di Palermo, Palermo, Sellerio editore, 2016, 205 p. (ISBN 978-8838935770), p. 29-39

#### Ouvrages
- (it) Alessandro Ademollo, I misteri dell'acqua tofana, Roma, Tipografia dell'Opinione, 1881, 77 p.
- David C Stuart, Dangereux Jardin, Frances Lincoln ltd, 2004
- (it) Adriana Assini, Giulia Tofana. Gli amori, i veleni, Scrittura&Scritture, mars 2017, 240 p. (ISBN 978-88-89682-96-8)
- (en) Craig A. Monson, The black widows of the Eternal City: the true story of Rome's most infamous poisoners, University of Michigan Press, 2020, 237 p. (ISBN 978-0-472-13204-1)
- (it) Simona Feci, L'acquetta di Giulia: mogli avvelenatrici e mariti violenti nella Roma del Seicento, Roma, Viella, coll. « La storia. Temi », 2024, 366 p. (ISBN 979-12-5469-669-9)